# Arca de Noè
L'arca de Noè o Noé, és l'embarcació que Noè va construir seguint les instruccions de Déu per salvar-se del diluvi universal segons el relat de la Bíblia.

## Relats de l'arca

### Relat bíblic
La història de l'arca es troba als capítols 6-9 del Gènesi. Quan la humanitat comença a créixer, Déu se'n penedeix d'haver creat els homes en veure la malícia, la corrupció i la violència que creixia en ells, i decideix exterminar-los: «No hi deixaré ni homes, ni animals, ni bestioles, ni ocells». No obstant això, Déu mira amb benvolença Noè, «un home just i irreprensible entre els de la seva generació», a qui decideix advertir perquè se salvi amb la família.
Noè, tal com Déu li ordena, construeix una arca amb fusta de xiprer amb compartiments, de cent cinquanta metres de llargada per vint-i-cinc d'amplada i quinze d'alçada, amb tres pisos, un finestral a mig metre del sostre i una porta a un dels seus costats. Déu diu a Noè que dugui a l'arca la seva esposa, els seus fills Sem, Cam i Jàfet, i les seves nores. Addicionalment, Noè ha d'entrar a l'embarcació set parelles de cada espècie d'animals purs i una sola parella dels impurs, a més de set parelles de cada espècie d'ocells perquè se'n conservi l'espècie a la terra. Per subministrar aliments, li diu que prengui i emmagatzemi el menjar necessari.
El diluvi comença el dia disset del mes segon, quan Noè té 600 anys, i dura quaranta dies i quaranta nits (el quaranta és símbol de multitud a la cultura hebrea) fins a inundar tot el món i fer morir totes les espècies vives. Les aigües superen per set metres els cims més alts i només sobreviuen Noè i els qui eren amb ell dins l'arca.
La fi del diluvi es produeix de la següent manera: «[Déu] va fer passar un vent per la terra, i el nivell de les aigües començà a minvar. Les aigües abismals de l'oceà deixaren de brollar i es tancaren les rescloses del cel; i va parar de ploure». Mentre dura la retirada de les aigües, l'arca navega dos-cents dies més fins a dipositar-se sobre el mont Ararat, el dia disset del mes setè. Finalment, el primer dia del mes desè apareixen els cims de les muntanyes.
Noè decideix enviar un corb i un colom per veure si ja ha baixat el nivell de l'aigua i poden sortir, però retornen a l'arca esperant que les aigües s'eixuguessin a la terra. Al tercer intent, un colom porta una fulla d'olivera acabada d'arrencar indicant que hi ha terra seca a la vora. Noè espera encara set dies més i deixa anar el colom, que ja no torna. El dia primer del primer mes del nou any, l'any 601 de la vida de Noè, les aigües ja s'han eixugat a la terra.
Déu diu a Noè que surtin de l'arca la seva família i tots els animals. A fora, Noè dedica un altar al Senyor i sacrifica animals i ocells de cada espècie pura per oferir-los a Déu. Aquest, en agraïment, afirma: «No tornaré mai més a maleir la terra per culpa dels homes, perquè el cor de l'home està inclinat al mal des de la seva joventut». Finalment, Déu estableix una aliança amb Noè i mana als homes ser fecunds, multiplicar-se i omplir la terra. Déu crea l'arc de Sant Martí (un pont visual entre cel i terra) per visualitzar i recordar aquesta aliança cada cop que aparegui la pluja.
Posteriorment els Fills de Noè repoblaran la terra.

### Relat alcorànic
Noè també apareix a l'Alcorà com a profeta. Va navegar al voltant de la Meca i va pregar perquè vingués una gran inundació (no es parla de diluvi), escandalitzat de la corrupció i la idolatria que l'envoltaven. Va poder posar l'arca en moviment invocant el nom de Déu.

(El relat bíblic està molt ben explicat, en canvi el relat alcorànic està més per sobre).

## Interpretacions

### Tradició rabínica
Noè és una figura central del judaisme, un dels pares de la humanitat després de la seva extinció massiva a mans de Déu i en aquest sentit equivalent als patriarques posteriors. Per aquest motiu abunden els escrits explicatius sobre el relat bíblic.
Un debat recurrent entre els estudiosos jueus és la postura de Noè davant la gent que anava a morir, car no figuren avisos de manera explícita al relat original. La tradició rabínica, tanmateix, assegura que Noè va advertir repetidament els seus compatriotes, els quals s'haurien burlat dels seus esforços. Mentre va durar la construcció de l'arca, cent vint anys, va plantar cedres (el material principal del bot) com a símbol afegit.
Relats posteriors afirmen que els mateixos animals acudien a l'arca i que van ser admeses set parelles de cada espècie pura i només una de les impures. El nombre set té un evident significat simbòlic, ja que són set els dies de la Creació que culmina amb l'aparició dels éssers vius.
La figura de Noè és vista com a precursora d'Abraham i és un dels primers personatges amb qui Déu vol establir un pacte de salvació, anàleg a les diverses aliances, que culminen amb el pacte final amb Moisès, on es dona la llei definitiva a l'espera del Messies. El símbol de l'aliança és en aquest cas l'arc de Sant Martí. La paraula hebrea per referir-se a l'arca en hebreu és de fet la mateixa que es fa servir per indicar la barca o cistellet en què Moisès és deixat al riu per la seva mare, reforçant així el lligam entre les dues històries de salvació de les aigües. La pietat de Noè es veu en el gest que té en acabar el diluvi: la primera cosa que fa en tocar terra és sacrificar animals en honor de Déu.
Per contra, el càstig en forma d'aiguat es compara amb el càstig de foc que Déu envia a Sodoma i Gomorra, també en forma de pluja imparable, pels pecats humans. Novament en aquesta ocasió vol salvar els habitants justos (Lot seria com Noè), que poden escapar de l'anorreament si segueixen les instruccions divines. El diluvi en si segueix el procés invers a la Creació: si es comença separant les aigües inferiors i superiors, la gran inundació sorgeix quan s'ajunten, com si Déu des-creés el món després d'haver-ne comprovat la corrupció.
El motiu del càstig és el pecat. La humanitat oblida Déu i s'entrega al vici. Hi ha també una al·lusió al paganisme, en la menció de barreja entre àngels i humans, referint-se a les progènies mixtes d'herois grecollatins, fruit de la unió entre déus i mortals (aquí anomenats gegants o nephilim). Aquest intent de barreja amb la divinitat és enèrgicament condemnada i s'afegeix a les faltes comeses pels homes. Altres temptatives d'apropar-se a Déu en diversos passatges bíblics (la Torre de Babel, per exemple), reben igualment un càstig exemplar. Alguns estudiosos creuen que aquesta menció a la multiplicació d'herois alerta sobre els perills de la superpoblació, que una catàstrofe equilibra. També serveix per justificar la duració de la vida humana: Déu ja no permet tanta longevitat.

### Tradició cristiana
Hipòlit de Roma va ser un dels primers escriptors cristians que va llegir metafòricament la nau com l'església, que ha d'intentar no naufragar en el mar de pecat que és el món terrenal. Agustí d'Hipona va proposar també una lectura al·legòrica de l'arca, i va estudiar les seves proporcions, dictades per Déu, per concloure que són una escala del cos de l'església, representada per Crist. La fusta és una prefiguració dels pals de la creu i la porta oberta al lateral està al mateix lloc que la ferida de Jesús causada per la llança de Sant Longí.
Els quaranta dies que va ploure signifiquen "multitud" a les cultures semítiques, i aquesta xifra apareix amb aquest valor nombroses vegades a la Bíblia, com per exemple els quaranta anys que passen els israelites al desert o els quaranta dies roman Jesús al desert meditant.
Jeroni d'Estridó va subratllar el paper cabdal del colom, al·legoria de l'Esperit Sant posterior. En el relat de l'Arca, el colom porta una branca d'olivera i indica la fi del patiment. Igualment, l'Esperit Sant porta l'amor diví de Déu als homes a través del seu propi fill, acabant amb el patiment de l'espera del Salvador.

### Tradició musulmana
Noè també apareix a l'Alcorà com a profeta. Va navegar al voltant de la Meca i va pregar perquè vingués una gran inundació (no es parla de diluvi), escandalitzat de la corrupció i la idolatria que l'envoltaven. Va poder posar l'arca en moviment invocant el nom de Déu.
És la tradició que més ha especulat sobre quins animals viatjaven a l'arca, incloent-hi els mítics, malgrat la poca precisió del relat alcorànic.

### Altres interpretacions
Des de la psicoanàlisi s'equipara l'arca al ventre matern o la matriu, ja que d'ella emergeix la vida entre aigües. Aquest naixement (o renaixement) és recollit pel baptisme, on també l'aigua marca l'inici d'una nova existència.

## Relats similars
Els mite del diluvi universal apareix en diverses mitologies i tradicions culturals i en molts d'ells apareix un objecte similar a l'arca per salvar un home just que pugui tornar a engendrar la humanitat.
La història de l'arca té paral·lels en el mite sumeri d'Utnapishtim, que narra com un antic rei fou advertit pel seu déu personal que construís una embarcació en la qual escaparia d'un diluvi enviat pel consell superior dels déus. Apareix al poema Atrahasis i també dins les aventures de Guilgameix. Segons els partidaris del panbabilonisme, els escribes hebreus haurien conegut aquest relat en el seu exili a Babilònia (segle vi aC) i l'haurien incorporat a la narració bíblica. El mont Nitsir seria el precedent d'Ararat i en comptes d'un corb i un colom els ocells sumeris són un colom i una oreneta. El clima sec de Canaan enfront de les pluges i els desbordaments dels rius a Mesopotàmia reforcen aquesta connexió suggerida pel relat. Hi ha, però, una gran diferència en el missatge del mite mesopotàmic i la història bíblica. En el relat oriental Utnapishtim apareix com l'únic home immortal, regal diví per haver sobreviscut al diluvi. Al Gènesi, en canvi, les generacions des de Noè viuran menys que les anteriors i es constata la seva natura pecadora, no hi ha guardó de la divinitat sinó constatació de la maldat inherent a l'home. Una conseqüència tan catastròfica s'entén per la falta que motiva el diluvi, prova de l'encert de la condemna de Déu, enfront una maniobra molt més capriciosa dels déus mesopotàmics, que adiuen el "soroll" (una molèstia i no una falta moral) com un dels detonants de les pluges.
A l'hinduisme existeix un relat sobre el diluvi, el de Manu. Aquest comparteix amb Noè el fet de ser el pare de la humanitat després de l'extinció dels homes per una gran inundació de la qual se salva construint un vaixell gegant després de l'avís d'un enviat diví, Màtsia, un avatar en forma de peix de Vixnu. L'home lliga la seva nau a una banya d'aquest gran peix mític quan les aigües pugen de sobte per salvar-se.
La història de Deucalió narra com aquest se salvà d'una inundació ordenada per Zeus per castigar l'hibris dels homes. Deucalió i la seva esposa Pirra se salven de morir ofegats perquè construeixen un arca advertits per Prometeu. La diferència amb el relat del Gènesi és que més homes aconsegueixen salvar-se pujant a les muntanyes i que no apareix cap menció als animals que acompanyen la parella.

## Historicitat

### Recerca de l'arca

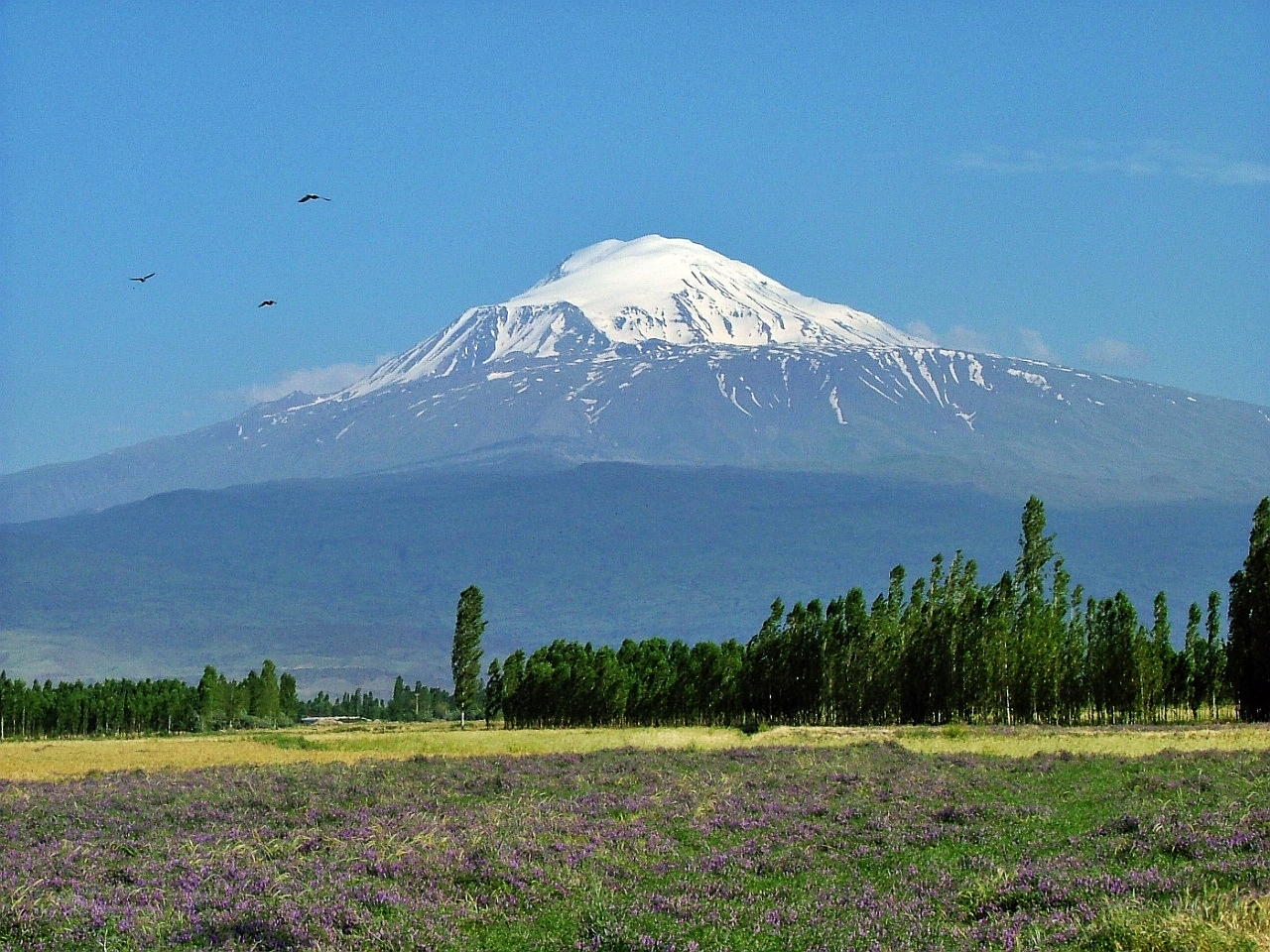
Vista del mont Ararat

El fet de situar l'arca en un lloc precís, el mont Ararat, ha disparat la seva recerca durant segles. Hom creu que va ser Faust de Bizanci, al segle iv, el primer que va donar una localització de la mítica muntanya.
Entre els armenis, on suposadament hi ha Ararat, circulen les llegendes segons les quals Déu protegeix l'arca i impedeix que ningú s'apropi a les seves restes.
S'han trobat estranyes formacions rocalloses que han alimentat la polèmica sobre si l'arca està enterrada. A més a més, han anat sorgint candidats alternatius a ser el mont Ararat, sovint per qüestions polítiques.